# Mal-do-Panamá
O mal-do-Panamá é uma doença endêmica por todas as regiões produtoras de banana do mundo. A doença é causada pelo Fusarium oxysporum f. sp. cubense (E.F. Smith) Sn e Hansen.
Foi relatada pela primeira vez em 1876 na Austrália. Estudos filogenéticos indicam que Fusarium oxysporum f. sp. cubense teve várias origens evolutivas independentes. Foi detectado no Brasil na década de 1930. As plantações na Zona dos Trópicos Ocidentais tiveram maior impacto comercial, por concentra as maiores plantações de bananas até a década de 1960.

## Infecção
O fungo infecta a planta via radículas do rizoma, ação facilitada por solos pouco drenados e leves onde a água torna-se o principal meio de transporte. Porem outras ações o disseminam tais como: ferramentas de trabalho, carros, calçados, animais, mudas e solos todos contaminados. Quando instalado em uma determinada área, permanece por mais de 20 anos, mesmo sem a cultura da bananeira.

## Sintomas
Principais sintomas: Rachaduras no pseudocaule, descoloração vascular com manchas vermelhas ou marrom, apodrecimento, quebra das folhas, planta com formato de guarda-chuva e folhas murchas.